# Wilhelm Åhman
Pehr Wilhelm Åhman, född 11 augusti 1825 i Stockholm, död där 31 mars 1876, var en svensk skådespelare och teaterdirektör.

## Biografi
Åhman debuterade i Olof Ulrik Torsslows sällskap och var sedan anställd hos Pierre Joseph Deland, från 1850 hos Edvard Stjernström på Mindre teatern. 1863 bildade han ett sällskap med kollegorna Oscar Andersson och Mauritz Pousette; från 1866 endast med Pousette. Han blev 1866 föreståndare för finska elevskolan i Helsingfors. Han fortsatte sedan som truppledare; då hans trupp, där bl.a. Fredrik Deland, Betty Almlöf, Knut Almlöf, och Gurli Åberg ingick spelade i Oslo, blev svensk teaterkonst känd i Norge. År 1872, då han ledde ett sällskap i Göteborg, drabbades han av ett slaganfall som gjorde honom till invalid. Åhman är begravd på Norra begravningsplatsen utanför Stockholm. Han var bror till Albert Åhman vid Svenska Teatern i Helsingfors.

## Teater

### Roller (ej komplett)
| År   | Roll | Produktion                        | Teater            |
| ---- | ---- | --------------------------------- | ----------------- |
| 1851 |      | Ur livets strid Fredrik Berndtson | Humlegårdsteatern |